# Sportler des Jahres (Estland)
Die Auszeichnung Sportler des Jahres wird in Estland seit 1991 offiziell verliehen. Vorgänger ist die zwischen 1955 und 1990 in der Estnischen SSR verliehene Auszeichnung. Bis 1966 wurde jedes Jahr nur eine Auszeichnung vergeben. Erst ab 1967 wurde sowohl die Sportlerin als auch der Sportler des Jahres geehrt. Zwei Jahre später wurde erstmals eine Mannschaft des Jahres gekürt. Die Ehrung des Trainers des Jahres wird seit 1987 vorgenommen.
Die meisten Ehrungen konnte die Radsportlerin Erika Salumäe in Empfang nehmen, die neunmal ausgezeichnet wurde.

## Preisträger und Preisträgerinnen
| Jahr | Sportler                               | Sportlerin                             | Mannschaft                                                                                                | Trainer                                   |
| ---- | -------------------------------------- | -------------------------------------- | --- | ----------------------------------------- |
| 2023 | Karel Tilga Zehnkampf                  | Eneli Jefimova Schwimmen               | Nationalmannschaft der Damen Volleyball                                                                   | Henry Hein Schwimmen                      |
| 2022 | Janek Õiglane Zehnkampf                | Kelly Sildaru Freestyle-Skiing         | Ott Tänak, Martin Järveoja Rallyesport                                                                    | Gerd Kanter Diskuswurf                    |
| 2021 | Rasmus Mägi 400-Meter-Hürdenlauf       | Katrina Lehis Fechten                  | Nationalmannschaft der Damen (Julia Beljajeva, Irina Embrich, Erika Kirpu, Katrina Lehis) Degenfechten    | Kaido Kaaberma Fechten                    |
| 2020 | Ott Tänak, Martin Järveoja Rallyesport | Ott Tänak, Martin Järveoja Rallyesport | Ott Tänak, Martin Järveoja Rallyesport                                                                    | Anna Levandi Eiskunstlauf                 |
| 2019 | Magnus Kirt Speerwurf                  | Kelly Sildaru Freestyle-Skiing         | Ott Tänak, Martin Järveoja Rallyesport                                                                    | Indrek Tustit/Marek Vister Leichtathletik |
| 2018 | Magnus Kirt Speerwurf                  | Saskia Alusalu Eisschnelllauf          | Ott Tänak, Martin Järveoja Rallyesport                                                                    | Gheorghe Creţu Volleyball                 |
| 2017 | Ott Tänak Rallyesport                  | Julia Beljajeva Fechten                | Nationalmannschaft der Damen (Julia Beljajeva, Irina Embrich, Erika Kirpu, Kristina Kuusk) Degenfechten   | Gheorghe Creţu Volleyball                 |
| 2016 | Rasmus Mägi 400-Meter-Hürdenlauf       | Ksenija Balta Leichtathletik           | Doppelvierer (Tõnu Endrekson, Kaspar Taimsoo, Allar Raja, Andrei Jämsä) Rudern                            | Matti Killing Rudern                      |
| 2015 | Mart Seim Gewichtheben                 | Epp Mäe Ringen                         | Doppelvierer (Tõnu Endrekson, Kaspar Taimsoo, Allar Raja, Andrei Jämsä) Rudern                            | Alar Seim Gewichtheben                    |
| 2014 | Rasmus Mägi 400-Meter-Hürdenlauf       | Erika Kirpu Fechten                    | Nationalmannschaft der Damen (Julia Beljajeva, Irina Embrich, Erika Kirpu, Kristina Kuusk) Degenfechten   | Anne und Taivo Mägi Leichtathletik        |
| 2013 | Nikolai Novosjolov Fechten             | Julia Beljajeva Fechten                | Nationalmannschaft der Damen (Erika Kirpu, Irina Embrich, Kristina Kuusk, Julia Beljajeva) Degenfechten   | Henn Põlluste Ringen                      |
| 2012 | Heiki Nabi Ringen                      | Triin Aljand Schwimmen                 | Doppelvierer (Tõnu Endrekson, Kaspar Taimsoo, Allar Raja, Andrei Jämsä) Rudern                            | Henn Põlluste Ringen                      |
| 2011 | Gerd Kanter Diskuswurf                 | Triin Aljand Schwimmen                 | Nationalmannschaft der Herren Fußball                                                                     | Tarmo Rüütli Fußball                      |
| 2010 | Nikolai Novosjolov Fechten             | Kristina Šmigun-Vähi Skilanglauf       | Nationalmannschaft der Herren Volleyball                                                                  | Avo Keel Volleyball                       |
| 2009 | Andrus Veerpalu Skilanglauf            | Ksenija Balta Leichtathletik           | Doppelzweier (Allar Raja, Kaspar Taimsoo) Rudern                                                          | Mati Alaver Skilanglauf                   |
| 2008 | Gerd Kanter Diskuswurf                 | Kaia Kanepi Tennis                     | Doppelzweier (Tõnu Endrekson, Jüri Jaanson) Rudern                                                        | Vésteinn Hafsteinsson Leichtathletik      |
| 2007 | Gerd Kanter Diskuswurf                 | Irina Embrich Fechten                  | Doppelzweier (Tõnu Endrekson, Jüri Jaanson) Rudern                                                        | Vésteinn Hafsteinsson Leichtathletik      |
| 2006 | Andrus Veerpalu Skilanglauf            | Kristina Šmigun-Vähi Skilanglauf       | Doppelvierer (Tõnu Endrekson, Jüri Jaanson, Allar Raja, Andrei Jämsä) Rudern                              | Anatoli Šmigun Skilanglauf                |
| 2005 | Andrus Värnik Speerwurf                | Maarika Võsu Fechten                   | Doppelvierer (Tõnu Endrekson, Jüri Jaanson, Leonid Gulov, Andrei Jämsä) Rudern                            | Heino Puuste Leichtathletik               |
| 2004 | Jüri Jaanson Rudern                    | Kristina Šmigun-Vähi Skilanglauf       | Doppelzweier (Tõnu Endrekson, Leonid Gulov) Rudern                                                        | Igor Grinko Rudern                        |
| 2003 | Andrus Värnik Speerwurf                | Kristina Šmigun-Vähi Skilanglauf       | Markko Märtin, Michael Park Rallye                                                                        | Mati Alaver Skilanglauf                   |
| 2002 | Andrus Veerpalu Skilanglauf            | Kristina Šmigun-Vähi Skilanglauf       | Nationalmannschaft der Damen (Maarika Võsu, Irina Embrich, Olga Aleksejeva, Heidi Rohi) Degenfechten      | Mati Alaver Skilanglauf                   |
| 2001 | Andrus Veerpalu Skilanglauf            | Heidi Rohi Degenfechten                | Nationalmannschaft der Herren (Kaido Kaaberma, Nikolai Novosjolov, Sergej Vaht, Meelis Loit) Degenfechten | Mati Alaver Skilanglauf                   |
| 2000 | Erki Nool Zehnkampf                    | Kristina Šmigun-Vähi Skilanglauf       | Markko Märtin, Michael Park Rallye                                                                        | Aavo Põhjala Judo                         |
| 1999 | Andrus Veerpalu Skilanglauf            | Kristina Šmigun-Vähi Skilanglauf       | Nationalmannschaft der Herren Degenfechten                                                                | Mati Alaver Skilanglauf                   |
| 1998 | Erki Nool Zehnkampf                    | Jane Salumäe Marathonlauf              | Nationalmannschaft der Herren (Kaido Kaaberma, Andrus Kajak, Meelis Loit) Degenfechten                    | Anatoli Šmigun Skilanglauf                |
| 1997 | Erki Nool Zehnkampf                    | Kristina Šmigun-Vähi Skilanglauf       | Nationalmannschaft der Herren (Erki Nool, Andrei Nazarov, Indrek Kaseorg, Ramon Kaju) Leichtathletik      | Rein Sokk Leichtathletik                  |
| 1996 | Erki Nool Zehnkampf                    | Erika Salumäe Bahnradsport             | Nationalmannschaft der Herren (Kaido Kaaberma, Andrus Kajak, Meelis Loit) Degenfechten                    | Rein Sokk Leichtathletik                  |
| 1995 | Jüri Jaanson Rudern                    | Erika Salumäe Bahnradsport             | Nationalmannschaft der Damen (Maarika Võsu, Merle Esken, Oxana Jermakowa, Heidi Rohi) Degenfechten        | Rein Sokk Leichtathletik                  |
| 1994 | Ago Markvardt Nordische Kombination    | Margrit Tooman Schwimmen               | Nationalmannschaft (Ago Markvardt, Allar Levandi, Magnar Freimuth) Nordische Kombination                  | Tiit Tamm Nordische Kombination           |
| 1993 | Indrek Sei Schwimmen                   | Oxana Jermakowa Degenfechten           | Nationalmannschaft der Herren Basketball                                                                  | Tiit Tamm Nordische Kombination           |
| 1992 | Kaido Kaaberma Degenfechten            | Erika Salumäe Bahnradsport             | Tõnu Tõniste – Toomas Tõniste Segeln                                                                      | Rein Ottoson Segeln                       |
| 1991 | Tiit Sokk Basketball                   | Kristina Nurk Schwimmen                | Tallinna Kalev (Herren) Basketball                                                                        | Jaak Salumets Basketball                  |
| 1990 | Jüri Jaanson Rudern                    | Erika Salumäe Bahnradsport             | Tõnu Tõniste – Toomas Tõniste Segeln                                                                      | Mihkel Leppik Rudern                      |
| 1989 | Jaan Ehlvest Schach                    | Erika Salumäe Bahnradsport             | Tallinna Kalev (Herren) Basketball                                                                        | Mihkel Leppik Rudern                      |
| 1988 | Allar Levandi Nordische Kombination    | Erika Salumäe Bahnradsport             | Tõnu Tõniste – Toomas Tõniste Segeln                                                                      | Rein Ottoson Segeln                       |
| 1987 | Jaan Ehlvest Schach                    | Erika Salumäe Bahnradsport             | Tallinna Kalev (Herren) Basketball                                                                        | Jaak Salumets Basketball                  |
| 1986 | Heino Puuste Speerwurf                 | Kaija Parve Biathlon                   | Nationalmannschaft der Herren Degenfechten                                                                | -                                         |
| 1985 | Riho Suun Straßenradsport              | Kaija Parve Biathlon                   | Straßenrad-Vierer (Riho Suun, Toomas Kirsipuu, Ivar Mones, Pavel Matvejev) Radrennen                      | -                                         |
| 1984 | Tiit Haagma Eissegeln                  | Erika Salumäe Bahnradsport             | Straßenrad-Vierer (Tõnu Roosmäe, Arvi Tammesalu, Ivar Mones, Pavel Matvejev) Radrennen                    | -                                         |
| 1983 | Heino Puuste Speerwurf                 | Erika Salumäe Bahnradsport             | TRÜ Damen Basketball                                                                                      | -                                         |
| 1982 | Heino Puuste Speerwurf                 | Inna Rose Sportschießen                | Vello Õunpuu – Taarne Timusk Rallye                                                                       | -                                         |
| 1981 | Jüri Poljans Kanurennsport             | Inna Rose Sportschießen                | Heiki Ohu – Toomas Diener Rallye                                                                          | -                                         |
| 1980 | Jaak Uudmäe Dreisprung                 | Marina Trofimova Schwimmen             | Eedo Raide – Georg Valdek Rallye                                                                          | -                                         |
| 1979 | Jaak Uudmäe Dreisprung                 | Reet Palm Rudern                       | Doppelzweier (Gennadi Kinko – Tiit Helmja) Rudern                                                         | -                                         |
| 1978 | Aavo Pikkuus Straßenradsport           | Reet Palm Rudern                       | TNLV Damen Handball                                                                                       | -                                         |
| 1977 | Aavo Pikkuus Straßenradsport           | Kaire Indrikson Schwimmen              | Tallinna Kalev (Herren) Volleyball                                                                        | -                                         |
| 1976 | Aavo Pikkuus Straßenradsport           | Liivi Erm Sportschießen                | Doppelzweier (Gennadi Kinko – Tiit Helmja) Rudern                                                         | -                                         |
| 1975 | Aavo Pikkuus Straßenradsport           | Virve Holtsmeier Bogenschießen         | Soling-Crew (Aleksander Tšutšelov, Valdur Silvere, Vladimir Stepanov) Segeln                              | -                                         |
| 1974 | Aavo Pikkuus Straßenradsport           | Endla Vellend Bogenschießen            | Soling-Crew (Aleksander Tšutselov, Juri Sazhenkov, Vladimir Stepanov) Segeln                              | -                                         |
| 1973 | Ain Vilde Eissegeln                    | Illa Raudik Tauchen                    | Tartu Kalev Vierer (Gennadi Kinko, Jaan Ratassepp, Toivo Zoova, Toivo Ormisson) Rudern                    | -                                         |
| 1972 | Jaan Talts Gewichtheben                | Raissa Ruus Leichtathletik             | Tartu Kalev Zweier (Gennadi Kinko, Toivo Ormisson) Rudern                                                 | -                                         |
| 1971 | Vambola Helm Motorradsport             | Luule Tull Motorradsport               | Nationalmannschaft der Herren Basketball                                                                  | -                                         |
| 1970 | Jaan Talts Gewichtheben                | Tiiu Parmas Tennis                     | Tallinna Kalev (Herren) Basketball                                                                        | -                                         |
| 1969 | Jaan Talts Gewichtheben                | Svetlana Tširkova Florettfechten       | Tartu Kalev (Herren) Basketball                                                                           | -                                         |
| 1968 | Jaan Talts Gewichtheben                | Laine Erik 800-Meter-Lauf              | - | -                                         |
| 1967 | Jaan Talts Gewichtheben                | Laine Erik 800-Meter-Lauf              | - | -                                         |
| 1966 | Mart Vilt Mittel- u. Langstreckenlauf  | -                                      | - | -                                         |
| 1965 | Toomas Leius Tennis                    | -                                      | - | -                                         |
| 1964 | Ants Antson Eisschnelllauf             | -                                      | - | -                                         |
| 1963 | Toomas Leius Tennis                    | -                                      | - | -                                         |
| 1962 | Paul Keres Schach                      | -                                      | - | -                                         |
| 1961 | Toomas Leius Tennis                    | -                                      | - | -                                         |
| 1960 | Hanno Selg Moderner Fünfkampf          | -                                      | - | -                                         |
| 1959 | Paul Keres Schach                      | -                                      | - | -                                         |
| 1958 | Uno Palu Zehnkampf                     | -                                      | - | -                                         |
| 1957 | -                                      | Ulvi Voog Schwimmen                    | - | -                                         |
| 1956 | Uno Palu Zehnkampf                     | -                                      | - | -                                         |
| 1955 | Feliks Pirts Kugelstoßen               | -                                      | - | -                                         |

## Häufigste Preisträger (Sportler)
- Neun Auszeichnungen: Erika Salumäe
- Acht Auszeichnungen: Kristina Šmigun-Vähi
- Sieben Auszeichnungen: Jüri Jaanson (dreimal als Einzelsportler, viermal als Mannschaftsspotler)
- Fünf Auszeichnungen: Jaan Talts, Aavo Pikkuus, Andrus Veerpalu
- Vier Auszeichnungen: Erki Nool